# Dracophyllum traversii
Dracophyllum traversii (Engels: mountain neinei) is een plantensoort uit de heidefamilie (Ericaceae). Het is een stevig uitziende kleine boom met trossen brede grasachtige bladeren aan het einde van stevige takken. De schors is schilferig en heeft een roodbruine kleur. De bladeren zijn 90 tot 300 millimeter lang en 40 tot 50 millimeter breed. Jonge bladeren hebben een grijsachtige kleur. De bloemen groeien in een grote piramidevormige tros aan het uiteinde van de takken. De vrucht is een droge capsule. 
De soort komt voor op het Zuidereiland van Nieuw-Zeeland. Op het Noordereiland komt de soort verspreid voor, onder andere op het zuidelijke Centrale Vulkanische Plateau. Hij groeit in bossen en struikgewas in zowel laaglanden als montane en subalpiene gebieden.

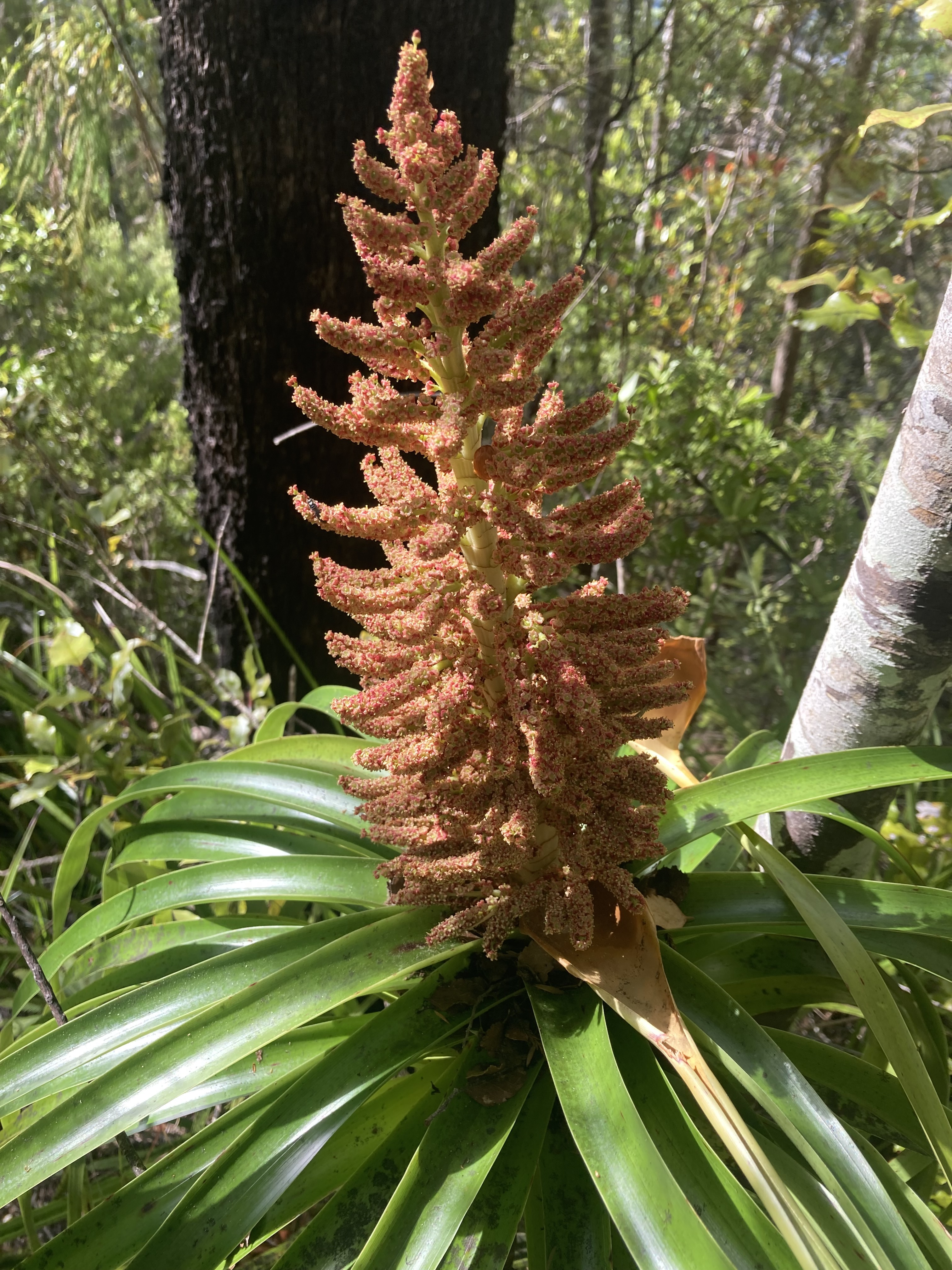
Bloemen